# Mayamey
Mayamey (persiska: مَیامِی) är en ort i Iran.   Den ligger i provinsen Semnan, i den norra delen av landet, 400 km öster om huvudstaden Teheran. Mayamey ligger 1 086 meter över havet och antalet invånare är 4 057.
Terrängen runt Mayamey är varierad. Runt Mayamey är det mycket glesbefolkat, med 5 invånare per kvadratkilometer. Det finns inga andra samhällen i närheten. Trakten runt Mayamey är ofruktbar med lite eller ingen växtlighet.